# 福岡正剛
福岡 正剛（ふくおか せいごう、1929年5月16日 - 1996年2月4日）は、日本の俳優。本名は福岡 正剛（ふくおか まさたけ）。
東京市下谷区（現：東京都台東区）出身。旧制錦城中学校（現:錦城学園高等学校）、鎌倉アカデミア映画科卒業。東映、松竹を経て、清野事務所、さとう事務所に所属していた。
母は女優の福岡君子。妻は福岡幸子（ゆきこ）。

## 人物
太泉映画、東映、松竹に所属後、クラブを経営。
1996年2月4日、急性心不全のため死去。66歳没。

## 出演作品

### 映画
- 風雪二十年（1951年）※デビュー作
- 人生劇場 第一部（1952年） - 高見剛平
- むぎめし学園（1953年） - 森
- 叛乱（1954年） - 石田軍曹
- 続々魚河岸の石松 大阪罷り通る（1954年） - 車掌
- 学生五人男シリーズ（1954年 - 1955年） - 福沢満吉
- 三代目の若旦那（1954年） - 正吉
- 近世名勝負物語 黄金街の覇者（1954年） - 辰
- 二挺拳銃の龍（1954年） - 青年団長
- 若者よ! 恋をしろ（1954年） - 課員
- とんち教室（1954年） - 禿鷹
- 懐かしのメロディー あゝそれなのに（1954年）
- 壮烈神風特攻隊（1954年） - 甲斐中尉
- あゝ洞爺丸（1954年） - 大岡二等運転士
- 潮来情話 流れ星三度笠（1954年） - 平吉
- 隼の魔王（1955年） - 池松
- 青春航路 海の若人（1955年） - 福田
- サラリーマン 目白三平（1955年） - 駅員
- 中野源治の冒険 三部作（1955年） - 港屋の義雄
- 終電車の死美人（1955年） - 飲食店の出前持ち
- 復讐の七仮面（1955年） - 北畑龍彦
- 石松故郷へ帰る（1955年） - 清水の石松
- 大地の侍（1956年） - 松岡長吉
- 姿なき一〇八部隊（1956年） - 町田一等兵
- 東京チャキチャキ娘（1956年） - 宮古トロ吉
- 三羽烏再会す（1956年） - 池内清一
- 松竹まつりスタア総動員 スタジオ超特急 女優誕生（1956年） - 毛利、金公
- 恐妻一代（1956年） - 保険外交員
- 別れの一本杉（1956年） - ガレージの運転手
- 近くて遠きは（1957年） - 尾行氏
- 暴力の波止場（1957年） - 勝男
- オーケストラの姉妹（1957年） - 八公
- 体の中を風が吹く（1957年） - 矢部
- 悪魔の顔（1957年） - バク松
- 娘三羽烏（1957年） - 秋山三平
- 張込み（1958年） - タクシーの運転手
- 白い炎（1958年） - 加谷
- 月給一三、〇〇〇円（1958年） - 竜野落五郎
- 青空よいつまでも（1958年） - 宮内松雄
- ろまん化粧（1958年） - 工藤
- 眼の壁（1958年） - 内野記者
- 人間の条件（1959年） - 田中上等兵
- 決闘街（1959年） - 竜ケ崎
- 未婚（1959年） - 九一
- 花嫁雲にのる（1959年） - 政夫
- 広い天（1959年） - 水夫長
- 海の地図（1959年） - 原田
- 乙女の祈り（1959年） - 坂田勉
- 恋愛裁判（1959年） - 安田清之
- 「通夜の客」より わが愛（1960年） - 米井
- 朱の花粉（1960年） - 中央出版社員
- 外濠殺人事件（1960年） - 大山
- 予科練物語 紺碧の空遠く（1960年） - 阿部兵曹長
- 俺たちに太陽はない（1960年） - ニセ札
- 愛する（1961年） - 山岸
- 痛快太郎（1961年） - 塩藤
- 甘い夜の果て（1961年） - 技師
- 快人黄色い手袋（1961年） - 宗山
- 恋とのれん（1961年） - 木村
- 図々しい奴（1961年） - 友作
- 川は流れる（1962年） - 靴屋の店員
- 秋津温泉（1962年） - 新聞記者
- かあちゃん結婚しろよ（1962年） - 留五郎
- あいつばかりが何故もてる（1962年） - 警官
- パラキンと九ちゃん 申し訳ない野郎たち（1962年） - 週刊誌の記者
- 彼女に向って突進せよ（1963年） - 河田
- 恋と出世に強くなれ!（1963年） - 花村長助
- 独立美人隊（1963年） - 映画館支配人
- ニッポン珍商売（1963年） - 中村
- なにはなくとも全員集合!!（1967年） - 長谷川
- ドリフターズですよ!特訓特訓また特訓（1969年） - 青木
- ドリフターズですよ!全員突撃（1969年） - ガードマン
- いい湯だな 全員集合!!（1969年） - 捜査主任
- やくざ番外地 抹殺（1969年） - 秀
- 東京⇔パリ 青春の条件（1970年） - 三宅
- 非情学園ワル ネリカン同期生（1974年） - 西原
- 新幹線大爆破（1975年） - 杉村
- 実録三億円事件 時効成立（1975年） - 巡査
- 爆発! 750cc族（1976年） - サラ金係
- 小説吉田学校（1983年） - 国会議員

### テレビドラマ
- 駅の伝言板（1960年、CX）
- プリンス劇場（1960年、CX）
  - 嫁ぐ
  - 愛のシグナル 第1回「この娘にご用心」 ※主演
- ナショナルゴールデン劇場（NTV）
  - 誂えた恋（1960年）
  - 明日は知らない（1960年）
  - オリーブ地帯（1961年）
- 人生の四季 第19話、第20話「憎い影」（1961年、NTV）
- 拝啓カアチャン様 第8話（1964年、ABC）
- 日本映画名作ドラマ / 待ちぼうけさん（1964年、NET）
- 髙島屋バラ劇場 / 結婚の設計（1964年、TBS）
- 連続テレビ映画 / 男は太郎（1964年、CX）
- 快獣ブースカ （1967年、NTV / 円谷プロ / 東宝） - 梅木松雄（トンカチさん）
- 悪魔くん 第18話「怪奇雪女」（1967年、NET / 東映東京制作所） - 三田
- マイティジャック （1968年、CX / 円谷プロ） - 服部六助
- 特別捜査本部（1968年、NTV）
- プレイガール 第11話「女の武器は小麦肌」（1969年、12ch）
- 仮面ライダー 第26話「恐怖のあり地獄」（1971年、MBS / 東映） - アナウンサー
- 青春をつっ走れ 第7話「ケーキがむすんだあの子とあいつ!」（1972年、CX）- 屋洋菓子店マスター
- さすらいの狼（1972年、NET）
- あしたに駈けろ!（1972年、CX）
  - 第3話「潮風のふたり」
  - 第7話「おれと結婚してくれ!」
  - 第8話「今日の涙にさようなら」
- 太陽にほえろ!（NTV / 東宝）
  - 第10話「ハマッ子刑事の心意気」（1972年） - 新井和夫
  - 第47話「俺の拳銃を返せ!」（1973年） - 遠藤進（オーロラ商事営業係長）
  - 第64話「子供の宝・大人の夢」（1973年） - 高木達郎
  - 第169話「グローブをはめろ!」（1975年） - 「WHO」店主
  - 第212話「情報」（1976年） - 矢追信用金庫南支店長
  - 第262話「誇り高き刑事」（1977年） - 消防署員
  - 第270話「殿下とライオン」（1977年） - 野口（東都探偵社所員）
  - 第337話「偽装」（1979年） - 光デパート支配人
  - 第368話「事件の背景」（1979年） - 週刊芸能編集長
  - 第389話「心の重荷」（1980年） - 関根の友人
  - 第405話「時効」（1980年） - 浜口
  - 第457話「長さんが刑事を辞めたくなった」（1981年） - 宮園印刷所社長
- 泣くな青春 第9話「割れた鏡」（1972年、CX）
- パパと呼ばないで（1972年 - 1973年、NTV） - 山崎課長
- 刑事くん（TBS）
  - 第2部 第38話「輝かしき道へ」（1973年）
  - 第3部 第2話「英雄行進曲」（1974年）
  - 第4部 第2話「レモン色の涙」（1976年）
- ジキルとハイド 第11話「愛は罪深くとも…」（1973年、CX）
- どっこい大作 第43話「あった! 幻のパン?!」（1973年、NET） - ホテル支配人
- 旗本退屈男 第11話「十字の謎」（1973年、NET）
- 高校教師 第8話「スケバンなんて怖くない」（1974年、12ch） - 美人局の被害者
- イナズマンF 第21話「死者部隊ルート047」（1974年、NET） - 倉山松助
- 白い牙 第18話「事件屋仕掛人」（1974年、NTV）
- 非情のライセンス 第2シリーズ（NET）
  - 第16話「兇悪の青い鳥」（1975年） - 赤城係長
  - 第90話「兇悪の偽装工作」（1976年） - 上田
- 夜明けの刑事（TBS）
  - 第24話「ふるさとの母に向って走れ!」（1975年）
  - 第82話「裏切りの烙印に賭ける」（1976年）
- 伝七捕物帳（1975年、NTV）
  - 第65話「勘太 西へ参りまする」
  - 第81話「罠を斬った包丁」
- がんばれ!!ロボコン 第27話「ドカパッパ! 新入生に負けるな!!」（1975年、NET / 東映） - 教師
- 燃える捜査網 第7話「死者からの手紙」（1975年、NET / 東映）
- 大江戸捜査網（12ch→TX）
  - 第186話「恐怖の人間標的」（1975年）
  - 第271話「銃声は少年の叫び」（1976年） - 鉄砲政
  - 第341話「姿なき闇の仕掛人」（1978年）
  - 第371話「笑いを売る謎の男」（1978年）
  - 第417話「五ツ刻の鐘は殺しの調べ」（1979年）
  - 第450話「おんな牢 地獄からの脱出」（1980年）
  - 第517話「白い肌に咲く牡丹の刺青」（1981年）
  - 第532話「女心が悪を斬る」（1982年）
  - 第576話「悪徳おんな市場・不倫の罠」（1982年） - 峯吉
  - 第601話「隠密狩り! 殺しに誘う美女」（1983年）
  - 平成版
    - 第1シリーズ 第6話「美女連続失踪!! 女の館に潜入せよ!!」（1990年）
    - 第2シリーズ 第3話「娘スリ・深川慕情」（1991年）
- 事件ファイル110 甘ったれるな 第13話「女子高生・復讐の赤い殺意」（1976年、TBS）
- 大都会シリーズ（NTV / 石原プロ）
  - 大都会 闘いの日々（1976年） - 東洋新聞デスク
    - 第16話「私生活」
    - 第21話「スクープ」
    - 第22話「スター」

  - 大都会 PARTII
    - 第7話「ダイヤモンドは死の匂い」（1977年）
    - 第46話「霊感聖少女」（1978年）

  - 大都会 PARTIII
    - 第6話「東京・クライシス」（1978年） - 酔っ払い
    - 第10話「狙われた部長刑事」（1978年）
    - 第40話「ドクター宗方の証言」（1979年）
- 欲望の河（1976年、THK）
- 破れ傘刀舟悪人狩り 第111話「闇に舞う白い牙」（1976年、NET）
- 特別機動捜査隊 第782話「わたしの父さん」（1976年、NET / 東映） - 小野寺伸介
- 5年3組魔法組（1976年 - 1977年、NET / 東映） - 竹田リンイチの父
- ぐるぐるメダマン 第27話「エッ!! メダマンがおじいさんに!?」（1977年、12ch / 東映） - 営業部長
- 特捜最前線 （ANB / 東映）
  - 第6話「私の愛の墓標」（1977年）
  - 第15話「目撃・ある人妻の証言」（1977年）
  - 第71話「恐怖のタクシードライバー!」（1978年）
  - 第104話「帰ってきたスキャンダル刑事!II」（1979年） - 鑑識員
  - 第123話「豪華フェリージャック・恐怖の20時間!」（1979年）
  - 第132話「殺意のフラメンコ!」（1979年）
  - 第191話「ジングルベルを聴く婦警!」（1980年）
  - 第244話「消えた聖女・恐怖の48時間!」（1982年）
  - 第262話「紅い爪!」（1982年）
  - 第285話「自供・檻の中の天使!」（1982年）
  - 第302話「始発電車にあった死体!」（1983年）
  - 第309話「撃つ女!」（1983年）
  - 第331話「小さな紙吹雪の叫び!」（1983年）
  - 第393話「オレンジ色の傘の女!」（1984年）
  - 第416話「老刑事・レジの女を張り込む!」（1985年）
  - 第450話「前略、神代課長様・天使からの告発状!」（1986年）
  - 第470話「殺人依頼をする女・あの人を殺して……」（1986年）
  - 第501話「殺人警察犬MAX」（1987年）
- ロボット110番 第12話「命がけの魚つり」（1977年、ANB / 東映） - 医師
- 俺たちの朝 第39話「殴り合いとヨットハーバーと船よさらば」（1977年8月14日、NTV / 東宝） - 小坪漁業協同組合･組合長
- 新幹線公安官 第2シリーズ 第17話「非情の捜査線」（1978年、ANB）
- ふしぎ犬トントン 第3話「消えたエンドマーク」（1978年、CX / 国際放映）
- スパイダーマン 第38話 「ブリキの一番星と少年探偵団」（1979年、12ch / 東映） - 芦田博士
- 俺たちは天使だ! 第12話「運が良ければキッスができる」（1979年、NTV / 東宝） - 杉田千吉
- 駆け込みビル7号室 第1話「赤坂の甘い夜! コールガールがまた一人」（1979年、CX）
- 燃えろアタック 第21話「跳べる青春 跳べない青春」（1979年、ANB）
- 西部警察シリーズ（ANB / 石原プロ）
  - 西部警察
    - 第3話「白昼の誘拐」（1979年） - 渋谷デパート責任者
    - 第19話「よみがえる一弾」（1980年） - 警察病院医師
    - 第37話「炎の中で甦れ!!」（1980年） - 川田吾郎
    - 第50話「少女の叫び」（1980年） - 南渋谷病院・徳永医師
    - 第67話「狙われた木暮課長」（1981年） - 警察庁外事課長
    - 第80話「闇に響く銃声」（1981年） - クラブ「黒猫」支配人
    - 第123話「松田刑事、絶命!」（1982年） - 毎朝日報デスク

  - 西部警察 PART-II（1982年）
    - 第9話「罠」 - 東京警察病院医師
    - 第28話「涙は俺がふく」 - 城西警察病院医師

  - 西部警察 PART-III
    - 第29話「生命尽きても! 平尾一兵」（1983年） - 医師
    - 最終回スペシャル「大門死す! 男達よ永遠に･････」（1984年） - 岡山県警刑事主任
- 騎馬奉行 第9話「過去を消した女」（1979年、KTV / 東映）
- 噂の刑事トミーとマツ 第1シリーズ 第12話「張り込み先の珍家族」（1980年、TBS） - 支店長
- 花よめは16歳 第9話「え!? 花むこがアメリカ留学」（1980年、ANB）
- 服部半蔵 影の軍団 第6話「夜霧の港に消えた女」（1980年、KTV）
- Gメン'75 第255話「女が掘った落し穴」（1980年、TBS） - 尾久呂警視
- 大激闘マッドポリス'80（第1話「マフィアからの挑戦」（1980年、NTV / 東映） - ジャパンマフィア幹部
- それゆけ!レッドビッキーズ （1980年 - 1982年、ANB / 東映） - 岡田勇一
- 土曜ワイド劇場 / 華やかな死体・赤い花は殺人予告（1980年、ANB）
- 特命刑事 第10話「ファイナル・チャレンジ」（1980年、NTV / 東映） - 加川恭造
- 鬼平犯科帳 第2シリーズ 第18話「密告」（1981年、ANB）
- 火曜サスペンス劇場（NTV）
  - 球形の荒野（1981年） - 東京の刑事
  - モナリザの身代金（1983年）
  - 明日を待つ女 時効まであと5日…（1990年）
- 時代劇スペシャル / 狐のくれた赤ん坊（1981年、CX）
- 12時間超ワイドドラマ / 竜馬がゆく（1982年、TX）
- 文吾捕物帳 第23話「ほくろ悪女いい女」（1982年、ANB）
- ハウスこども傑作劇場 / 宿題ひきうけ株式会社（1982年、ANB）
- 積木くずし ～親と子の200日戦争～ 第1話（1983年、TBS）
- 誇りの報酬 第10話「さらば、田舎刑事!」（1985年、NTV） - 執刀医
- 木曜ゴールデンドラマ / 花嫁となる日（1986年、YTV）
- シリーズ街 / 冬の橋（1988年、ANB）
- 直木賞作家サスペンス / 白い花（1989年、KTV）
- 森村誠一サスペンス / 喪中欠礼（1990年、KTV）
- 年末時代劇スペシャル / 勝海舟（1990年、NTV）
- 火曜ミステリー劇場 / 冬の京都幽霊事件（1991年、ABC）
- 月曜ドラマスペシャル（TBS）
  - 火の玉婦長さん物語 第1作（1991年）
  - 黒い履歴書（1993年）
  - 追跡のオホーツク（1994年）
- 金曜ドラマシアター→金曜エンタテイメント（CX）
  - 昭和16年の敗戦（1991年）
  - 鍵師 第2作（1994年）
- NHKスペシャル / 離別（1992年、NHK）
- 世にも奇妙な物語 「ロンドンは作られていない」（1992年、CX）
- ネオドラマ / ひとりっ娘（1993年、ANB）
- 闇の狩人（1994年、TX）※1994年4月1日放映時代劇二時間ドラマ版
- 100億の男（1995年、KTV） ※遺作
- 二人でお酒を

### Vシネマ
- 湾岸ミッドナイトIII（1993年）

### 舞台
- 桜月記
- 鳥影の関
- 花くれないの女
- 夢の宴

### CM
- プリンス自動車「スカイライン」（1964年）